# روبين سانشيز
روبين سانشيز (بالإسبانية: Rubén Sánchez García)‏ (21 يناير 1989 البسيط إسبانيا - ) هو لاعب كرة قدم إسباني يلعب كلاعب وسط.

## روابط خارجية
- روبين سانشيز على موقع قاعدة بيانات كرة القدم.إي يو (الإنجليزية)
- روبين سانشيز على موقع Soccerway.com (الإنجليزية)
- روبين سانشيز على موقع AS.com (الإسبانية)